# Manuel Felipe Díaz Sánchez
Manuel Felipe Díaz Sánchez es un arzobispo católico, que actualmente se desempeña como Arzobispo de Calabozo.

## Biografía

### Primeros años y formación
Manuel Felipe nació en Araure, un pueblo del estado de Portuguesa, Diócesis de Guanare en Venezuela el 5 de mayo de 1955, en el seno de una familia cristiana asidua a los sacramentos y buenas costumbres.
Su primeros estudios los realizó en su pueblo natal, luego en la secundaria ingresó al Seminario Menor "Divina Pastora" en la Ciudad de Barquisimeto, obteniendo el título de Bachiller en Humanidades. 
Terminado los estudios secundarios ingresó en el Seminario Mayor "Santa Rosa de Lima" en la ciudad de Caracas cursando estudios de Filosofía y Teología, luego es enviado al exterior para concluir sus estudios teológicos obteniendo el título de Bachillerato en Teología por la Universidad Pontificia Javeriana de Bogotá y obtiene el título de Licenciado en Derecho Canónico por la Pontificia Universidad Gregoriana, de Roma.

### Sacerdocio
Fue ordenado sacerdote el 14 de julio en 1979, por el Obispo Monseñor Críspulo Benítez Fortunel perteneciendo al clero de la arquidiócesis de Barquisimeto. 
Como sacerdote, ejerció los siguientes cargos:
- Asistente del Equipo directivo del Seminario Interdiocesano Santa Rosa de Lima en Caracas, 1979 – 1981.
- Párroco de la Catedral de Barquisimeto, 1981 – 1983.
- Profesor del Seminario “Divina Pastora” en Barquisimeto, 1981 – 1983.
- Director del Secretariado Catequístico de la Arquidiócesis de Barquisimeto,1981 – 1983.
- Párroco de San Jorge y Cristo Rey.

## Episcopado

### Obispo Auxiliar de Cumaná
El Papa Juan Pablo II lo nombró Obispo auxiliar de la Arquidiócesis de Cumaná el 27 de febrero de 1997. Fue nombrado Obispo en Carúpano el 24 de mayo de 1997. siendo el consagrante principal, José Rodríguez Figueroa † (1.er Arzobispo de Cumaná) y los Co-consagrantes Tulio Manuel Chirivella Varela (2.º Arzobispo de Barquisimeto)  y  Eduardo Herrera Riera † (1.er Obispo de Carora)

### Obispo de Carúpano
El 4 de abril de 2000, el Papa Juan Pablo II lo nombró I Obispo de la nueva Diócesis de Carúpano.
Tomó posesión de la nueva Diócesis de Carúpano el 13 de julio de 2000. 

### Arzobispo de Calabozo
El 10 de diciembre de 2008, el Papa Benedicto XVI lo nombra 3° Arzobispo metropolitano de Calabozo.  tomando posesión de la Arquidiócesis el 31 de enero de 2009. 
El Papa Benedicto XVI le entregó el palio arzobispal el 29 de junio de 2009 en la Basílica de San Pedro en la Ciudad del Vaticano.-